# Wortelduizendpoten
Wortelduizendpoten (Symphyla) vormen een klasse van kleine, witte geleedpotigen uit de onderstam duizendpotigen (Myriapoda). Wereldwijd zijn er ongeveer 150 soorten bekend van de wortelduizendpoten. Ze leven uitsluitend in de grond, voornamelijk dicht aan de oppervlakte in de humuslaag. Ze worden hoogstens 9 mm lang.
Een belangrijk kenmerk van wortelduizendpoten zijn de lange antennen. Aan de basis van deze antennen bevindt zich een zintuigorgaantje waarmee trillingen worden waargenomen. Ze kunnen snel lopen maar zijn geen rovers. Ze voeden zich met de haarwortels van planten, maar eten ook schimmeldraden, algen en detritus. Alle soorten kunnen schadelijk zijn in de land- en tuinbouw.

## Lichaamsbouw
Net als bij de andere duizendpotigen zijn de lichaamssegementen bij de wortelduizenpoten allemaal gelijk met telkens één paar poten per segment. Er zijn altijd 12 segmenten. Echter, van boven bezien lijkt het of er meer segmenten zijn (15 tot wel 25), maar dat komt doordat sommige segmenten twee rugschilden (tergieten) kunnen hebben. 
De poten van deze dieren zien er allemaal hetzelfde uit, behalve het eerste paar, dat minder geledingen heeft. Net als bij de weinigpotigen zitten er orgaantjes aan het 2de tot 12de paar poten. De kop is plat en er zitten bovenkaken en twee paar onderkaken aan vast. De antenne bestaat uit een keten van gelijkvormige geledingen.

## Leefgebied
Wortelduizendpoten leven in de humuslaag waar ze zich voeden met rottende, maar ook levende plantendelen. Ze kunnen ook massaal voorkomen en dan schade veroorzaken in tuinderijen en plantenkassen.

## Taxonomie

Fylogenie Myriapoda

Over de indeling binnen de klassieke taxonomie bestaat geen consensus. Volgens moleculair genetisch onderzoek zijn de Pauropoda en de Diplopoda (miljoenpoten) zogenaamde zustergroepen. Zij vormen samen een clade die de zustergroep is van de Symphyla. Deze drie vormen samen weer een zustergroep van de Chilopoda (duizendpoten).
De in Europa voorkomende soorten wortelduizendpoten worden in gedeeld in twee families de Scolopendrellidae (voorbeeld: Symphylella vulgaris) en Scutigerellidae (voorbeelden: Scutigerella immaculata, S. tusca, S. pagesi, S. remy en S. silvatica). Uit beide families zijn fossielen bekend, bijvoorbeeld uit barnsteenfossielen uit de Baltische gebied.

### Indeling
- Familie: Scolopendrellidae (7 geslachten)
- Familie: Scutigerellidae (8 geslachten)